# Ruth Escobar
Maria Ruth dos Santos Escobar (Porto, 31 de março de 1935 – São Paulo, 5 de outubro de 2017) foi uma atriz e produtora cultural luso-brasileira, destacada personalidade do teatro brasileiro da segunda metade do século XX.

## Biografia

### Início
Nascida numa família pobre da freguesia portuguesa de Campanhã, município do Porto, emigrou para o Brasil com sua mãe, Marília do Carmo, em 1951, aos dezesseis anos. Casou-se com o filósofo e dramaturgo Carlos Henrique Escobar e, juntos, em 1958, partiram para a França, onde Ruth fez cursos de interpretação. Ao retornar ao Brasil, montou sua  própria companhia, denominada Novo Teatro, em parceria com o diretor Alberto D'Aversa. Em 1962, após algumas experiências de palco, como Mãe Coragem e Seus Filhos, de Bertolt Brecht (1960) e Males da Juventude, de Ferdinand Bruckner (1961), ambas dirigidas por D'Aversa, protagonizou Antígone América, texto de seu marido.
No mesmo ano da estreia de Antígone América, seu casamento com Carlos Henrique Escobar se desfaz. Ao mesmo tempo começa a reunir recursos para financiamento do seu próprio teatro.
Em 1964, decide fazer teatro popular e adapta um ônibus, transformando-o em palco, a fim de levar espetáculos à periferia de São Paulo - iniciativa que recebeu o nome de Teatro Popular Nacional. Participaram dessa nova experiência Antônio Abujamra, que dirigiu A Pena e a Lei - dramaturgia de Ariano Suassuna, e Silnei Siqueira, que encenou As Desgraças de uma Criança - dramaturgia de Martins Pena, entre outros. As atividades do Teatro Popular Nacional se encerraram em 1965.

### Inauguração do Teatro Ruth Escobar
Ainda em 1964, Ruth inaugurou seu próprio teatro, que recebeu o seu nome, situado no bairro da Bela Vista, na cidade de São Paulo. Separou-se do primeiro marido e casou-se com o arquiteto Wladimir Pereira Cardoso, que se tornou cenógrafo das produções da companhia. Entre outras, são encenadas em seu teatro: A Ópera dos Três Vinténs, de Bertolt Brecht e Kurt Weill, com direção de José Renato, 1964; O Casamento do Sr. Mississipi, de Dürrenmatt, dirigida por Jô Soares, 1965; As Fúrias de Rafael Alberti, outra encenação de Abujamra, em 1966; O Versátil Mr. Sloane, de Joe Orton, sob a direção de Antônio Ghigonetto, em 1967; e Lisístrata (ou a Greve do Sexo), de Aristófanes, encenação de Maurice Vaneau, em 1968.
Em 1968, com a vinda para o Brasil do diretor argentino Victor García, convidado para a montagem de Cemitério de Automóveis, adaptação do próprio Garcia para a obra de Fernando Arrabal, uma antiga garagem na rua Treze de Maio (bairro do Bixiga) foi totalmente remodelada. A encenação destacou Ruth Escobar como atriz e produtora. Seu prestígio aumentou, em 1969, com a produção de O Balcão -  dramaturgia de Jean Genet, encenada por Victor Garcia, com cenografia de Wladimir Pereira Cardoso. A produção arrebatou todos os prêmios importantes do ano, e Ruth Escobar foi agraciada com o troféu Roquette Pinto para a personalidade do ano.
Polêmicas sempre cercaram a atriz e produtora. Uma delas ocorreu em 1972, quando produziu Missa Leiga de Chico de Assis e direção de Ademar Guerra, e foram proibidos de utilizar a Igreja da Consolação como palco. Assim, transferiram o espetáculo para uma antiga fábrica de chocolates abandonada. Outra envolveu A Viagem, adaptação cênica feita por Carlos Queiroz Telles, para o poema Os Lusíadas de Luís de Camões, cuja estreia contou com a presença do primeiro ministro de Portugal, Marcelo Caetano.
Nos anos subsequentes, Ruth Escobar ficou à frente do Centro Latino-Americano de Criatividade, projeto abortado por falta de recursos, e centralizou no seu teatro importantes manifestações contra o regime militar, inclusive a fundação do Comitê da Anistia Internacional.

### Festival Internacional de Teatro
Com o 1º Festival Internacional de Teatro, em 1974, Ruth Escobar passou a apresentar periodicamente em São Paulo o melhor da produção cênica mundial. A cidade pôde conhecer, entre outros, o trabalho de Bob Wilson (Time and Life of Joseph Stalin, que a censura obrigou a mudar para Time and Life of David Clark), a premiada montagem de Yerma, por Victor García, com Nuria Espert; além dos encenadores Andrei Serban e Jerzy Grotowski.
Em 1974, centralizou a produção para circuito internacional de Autos Sacramentales, outra encenação de Victor García baseada em Calderón de la Barca. Depois de estrear em Shiraz, no Irã, a realização teve êxito na Bienal de Veneza, em Londres e em Portugal.
Em 1976, outro projeto de fôlego - a Feira Brasileira de Opinião - reuniu textos dos mais destacados dramaturgos da época, mas foi interditado pela Censura, o que obrigou Ruth Escobar a arcar com os prejuízos da montagem em andamento.
No 2º Festival Internacional, de 1976, chegaram ao país o grupo catalão Els Joglars, com "Allias Serralonga"; os City Players, do Irã, com uma inusitada montagem de Calígula, de Albert Camus; a companhia Hamada Zenya Gekijo, do Japão; o grupo G. Belli, da Itália, com Pranzo di Famiglia, dirigida por Tinto Brass, entre outros.

### Volta à cena e outras produções
Em 1977, Ruth Escobar resolveu voltar à cena. Para interpretar a exasperada Ilídia de A Torre de Babel, trouxe a São Paulo o autor Fernando Arrabal para dirigi-la.
Produziu A Revista do Henfil, de Henfil e Oswaldo Mendes, sob a direção de Ademar Guerra, em 1978. No ano seguinte, voltou à cena em Caixa de Cimento, encenação do argentino Juan Uviedo; ainda em 1979, produziu Fábrica de Chocolate, texto de Mário Prata que aborda a tortura.
Entre as grandes atrações do 3.º Festival Internacional, em 1981, estavam o grupo norte-americano Mabu Mines; o belga Plan K; o La Cuadra, de Sevilha; além do uruguaio Galpón e do português A Comuna.

### Política e últimos festivais
Nos anos 1980, Ruth Escobar afastou-se parcialmente do teatro. Eleita deputada estadual para duas legislaturas, dedicou-se a projetos comunitários. Em 1994, voltou aos festivais internacionais, então mais discretos, porém ampliando sua abrangência ao trazer grupos de teatro, de dança, de formas animadas ou aqueles que uniam todas essas linguagens, como o Aboriginal Islander Dance Theatre, o Bread and Puppet, o Cricot 2, os Dervixes Dançantes. A quinta edição, de 1995, acentuou a forte tendência à diversificação ao trazer para o país a dança de Carlota Ikeda e o grupo japonês Dumb Type, o russo Levdodine com Gaudeamus, e Michell Picolli, entre outros. Em 1996, Phillipe Decoufflé; o grupo Dong Gong Xi Gong, de Taiwan; e Joseph Nadg foram os destaques da 6ª edição.
Em 1987, Ruth Escobar lançou "Maria Ruth - Uma Autobiografia", contando parte da sua trajetória, na qual a produção cultural se mescla, de modo indissolúvel, à sua atuação social, voltada sobretudo para o inconformismo com as regras estabelecidas.
A 14 de julho de 1986, foi agraciada com o grau de Grande-Oficial da Ordem do Infante D. Henrique, de Portugal. A 26 de novembro de 1987, foi agraciada com o grau de Grande-Oficial da Ordem do Mérito, de Portugal.
Em 1990, retornou aos palcos, numa encenação de Gabriel Villela, de "Relações Perigosas", de Heiner Müller. Entre 1994 e 1997, voltou a produzir festivais internacionais, com o nome Festival Internacional de Artes Cênicas. Em 1998 recebeu, do governo francês, a condecoração da Legião de Honra.
Em 2001, criou uma versão de Os Lusíadas, de Camões, seu último trabalho nos palcos, como produtora.

### Alzheimer e patrimônio
Em 2000, Ruth foi diagnosticada com a doença de Alzheimer, que, ao longo dos anos, agravou-se e atingiu nível avançado, comprometendo sua memória e toda a sua atividade profissional.
Em 2006, sua filha, Patricia Escobar, conseguiu interditar o patrimônio de Ruth na justiça, acusando os irmãos Nelson e Anna Ruth de dilapidação do património da mãe. Como não houve acordo entre os irmãos, o patrimônio de Ruth passou a ser gerido por um escritório de advocacia. Em 2011, Inês Cardoso, outra de suas filhas, elaborou uma carta aberta, pedindo ajuda para a mãe, doente e em situação de abandono médico. Patricia Escobar também denunciou o mau estado em que sua mãe se encontrava. A filha acusou o escritório de advogados de não estar cuidando devidamente do patrimônio, que incluía algumas casas e também o acervo pessoal da artista, com documentos históricos do moderno teatro brasileiro.

### Morte
Na tarde do dia 5 de outubro de 2017, Ruth Escobar morreu no Hospital 9 de Julho, em São Paulo, aos 82 anos, em consequência de complicações da doença. O velório da atriz aconteceu no teatro que leva o seu nome, e o corpo foi cremado no Crematório da Vila Alpina, na Zona Leste de São Paulo.

## Trabalhos
Como intérprete
- 1959 - Festival Branco e Preto (também diretora)
- 1960 - Mãe Coragem
- 1961 - Os Males da Juventude
- 1962 - Antígone América
- 1964 - A Ópera dos Três Vinténs
- 1964 - A Farsa do Mestre Patelin
- 1964 - As Desgraças de uma Criança
- 1965 - Soraia Posto 2
- 1965 - Histórias do Brasil
- 1965 - O Casamento do Senhor Mississipi
- 1966 - As Fúrias
- 1966 - Os Trinta Milhões do Americano
- 1967 - O Estranho Casal
- 1967 - O Versátil Mr. Sloane
- 1968 - Roda Viva
- 1968 - Cemitério de Automóveis
- 1968 - Lisístrata
- 1968 - Os Sete Gatinhos
- 1969 - O Balcão
- 1969 - Romeu e Julieta
- 1969 - Os Monstros
- 1971 - Os Dois Cavaleiros de Verona
- 1972 - A Massagem
- 1974 - Capoeiras da Bahia
- 1974 - Festival Internacional de Teatro, 1.
- 1976 - Festival Internacional de Teatro, 2.
- 1977 - Torre de Babel
- 1978 - Revista do Henfil
- 1979 - Fábrica de Chocolate
- 1979 - Caixa de Cimento
- 1981 - Festival Internacional de Teatro, 3.
- 1982 - Irmã Maria Ignácio Explica Tudo
- 1989 - Relações Perigosas
- 1994 - Festival Internacional de Artes Cênicas, 4.
- 1995 - Festival Internacional de Artes Cênicas, 5.
- 1996 - Festival Internacional de Artes Cênicas, 6.
- 1997 - Festival Internacional de Artes Cênicas, 7.
- 1999 - Festival Internacional de Artes Cênicas, 8.

Como produtora
- 1959 - Festival Branco e Preto
- 1960 - Antígone América
- 1964 - A Pena e a Lei
- 1964 - A Ópera dos Três Vinténs
- 1964 - As Desgraças de uma Criança
- 1966 - As Fúrias
- 1967 - O Estranho Casal
- 1967 - O Versátil Mr. Sloane
- 1968 - Cemitério de Automóveis
- 1968 - Os Sete Gatinhos
- 1968 - Roda Viva
- 1969 - O Balcão
- 1969 - Romeu e Julieta
- 1969 - Os Monstros
- 1970 - Cemitério de Automóveis
- 1972 - Missa Leiga
- 1972 - A Massagem
- 1972 - A Viagem
- 1973 - Missa Leiga
- 1974 - Autos Sacramentais
- 1974 - Capoeiras da Bahia
- 1974 - Festival Internacional de Teatro, 1.
- 1976 - Festival Internacional de Teatro, 2.
- 1978 - Revista do Henfil
- 1979 - Fábrica de Chocolate
- 1979 - Caixa de Cimento
- 1981 - Festival Internacional de Teatro, 3.
- 1982 - Irmã Maria Ignácio Explica Tudo
- 1989 - Relações Perigosas
- 1994 - Festival Internacional de Artes Cênicas, 4.
- 1995 - Festival Internacional de Artes Cênicas, 5.
- 1996 - Festival Internacional de Artes Cênicas, 6.
- 1997 - Festival Internacional de Artes Cênicas, 7.
- 1999 - Festival Internacional de Artes Cênicas, 8.
- 2001 - Os Lusíadas

## Cinema
| Ano  | Título                      | Personagem     | Notas              |
| ---- | --------------------------- | -------------- | ------------------ |
| 2022 | Primavera                   | Helena         | Lançamento póstumo |
| 2003 | Gregório de Matos           | Abadessa       |                    |
| 1996 | O Judeu                     | Dona Maria Ana |                    |
| 1988 | Romance                     | Amiga de Paulo |                    |
| 1980 | O Homem Que Virou Suco      | [ 12 ]         |                    |
| 1975 | Interprete Mais, Ganhe Mais | Ela Mesma      |                    |
| 1968 | Hitler Terceiro Mundo       |                |                    |

## Prêmios e indicações

### Troféu APCA
| Ano  | Categoria            | Indicação | Resultado |
| ---- | -------------------- | --------- | --------- |
| 1973 | Espetáculo de Teatro | A Viagem  | Venceu    |